# Ранело (Асти)
Ранело је насеље у Италији у округу Асти, региону Пијемонт.
Према процени из 2011. у насељу је живело 57 становника. Насеље се налази на надморској висини од 297 м.